# Lipromorpha sakishimana
Lipromorpha sakishimana es una especie de insecto coleóptero de la familia Chrysomelidae. Fue descrita científicamente en 2006 por Komiya.